# Opopaea santschii
Opopaea santschii là một loài nhện trong họ Oonopidae.
Loài này thuộc chi Opopaea. Opopaea santschii được miêu tả năm 1974 bởi Brignoli.